# Grand Prix Formule 1 van Argentinië 1960
De Grand Prix Formule 1 van Argentinië 1960 werd gehouden op 7 februari op het Autódromo Oscar Alfredo Gálvez in Buenos Aires. Het was de eerste race van het seizoen.

## Uitslag
| Pos. | Nr. | Coureur                           | Constructeur          | Rondes | Tijd / Oorzaak uitval | Grid | Punten    |
| ---- | --- | --------------------------------- | --------------------- | ------ | --------------------- | ---- | --------- |
| 1    | 16  | Bruce McLaren                     | Cooper-Climax         | 80     | 2:17:49.5             | 13   | 8         |
| 2    | 24  | Cliff Allison                     | Ferrari               | 80     | + 26.3                | 7    | 6         |
| 3    | 38  | Maurice Trintignant Stirling Moss | Cooper-Climax         | 80     | + 36.9                | 8    | 0 * 0 * S |
| 4    | 6   | Carlos Menditeguy                 | Cooper-Maserati       | 80     | + 53.3                | 12   | 3         |
| 5    | 30  | Wolfgang von Trips                | Ferrari               | 79     | + 1 Ronde             | 5    | 2         |
| 6    | 20  | Innes Ireland                     | Lotus-Climax          | 79     | + 1 Ronde             | 2    | 1         |
| 7    | 40  | Jo Bonnier                        | BRM                   | 79     | + 1 Ronde             | 4    |           |
| 8    | 26  | Phil Hill                         | Ferrari               | 77     | + 3 Rondes            | 6    |           |
| 9    | 46  | Alberto Rodríguez Larreta         | Lotus-Climax          | 77     | + 3 Rondes            | 15   |           |
| 10   | 32  | José Froilán González             | Ferrari               | 77     | + 3 Rondes            | 11   |           |
| 11   | 4   | Roberto Bonomi                    | Cooper-Maserati       | 76     | + 4 Rondes            | 17   |           |
| 12   | 2   | Masten Gregory                    | Behra-Porsche-Porsche | 76     | + 4 Rondes            | 16   |           |
| 13   | 14  | Gino Munaron                      | Maserati              | 72     | + 8 Rondes            | 19   |           |
| 14   | 10  | Nasif Estefano                    | Maserati              | 70     | + 10 Rondes           | 20   |           |
| DNF  | 34  | Harry Schell                      | Cooper-Climax         | 63     | Benzinepomp           | 9    |           |
| DNF  | 18  | Jack Brabham                      | Cooper-Climax         | 42     | Versnellingsbak       | 10   |           |
| DNF  | 36  | Stirling Moss                     | Cooper-Climax         | 40     | Ophanging             | 1    |           |
| DNF  | 42  | Graham Hill                       | BRM                   | 37     | Oververhitting        | 3    |           |
| DNF  | 22  | Alan Stacey                       | Lotus-Climax          | 24     | Fysiek                | 14   |           |
| DNF  | 44  | Ettore Chimeri                    | Maserati              | 23     | Fysiek                | 21   |           |
| DNF  | 12  | Antonio Creus                     | Maserati              | 16     | Fysiek                | 22   |           |
| DNF  | 8   | Giorgio Scarlatti                 | Maserati              | 11     | Oververhitting        | 18   |           |
| DNS  | 10  | Oscar Cabalén                     | Maserati              |        |                       | –    |           |
| DNS  | 10  | Pedro Llano                       | Maserati              |        |                       | –    |           |
| DNS  | 44  | Julio Pola                        | Maserati              |        |                       | –    |           |

* Trintignant en Moss kregen geen punten voor de gedeelde auto.

## Statistieken
| Pole-position | Stirling Moss | Cooper-Climax | 1:36.9 |
| Snelste ronde | Stirling Moss | Cooper-Climax | 1:38.9 |

## Noot
- Dit was het debuut voor de Argentijnse coureurs Roberto Bonomi, Nasif Estéfano, Alberto Rodríguez Larreta, Oscar Cabalén, Pedro Llano en Julio Pola hoewel de laatste drie coureurs niet startten; de Venezolaanse coureur Ettore Chimeri (de eerste Venezolaan in Formule 1); de Spaanse coureur Antonio Creus en de Italiaanse coureur Gino Munaron.
- Tiende Grand Prix-start voor een Nieuw-Zeelandse coureur.
- Eerste ronde als raceleider voor Innes Ireland.
- Eerste podiumplaats voor Cliff Allison en tiende podiumplaats voor Maurice Trintignant.

1953 · 1954 · 1955 · 1956 · 1957 · 1958 · 1960 · 1971 · 1972 · 1973 · 1974 · 1975 · 1977 · 1978 · 1979 · 1980 · 1981 · 1995 · 1996 · 1997 · 1998